# Deportivo Alavés B
Deportivo Alavés B ist die Zweitmannschaft des spanischen Erstligisten Deportivo Alavés. Alavés B spielt seit der Saison 2011/12 in der Tercera División, Gruppe IV.

## Geschichte
Alavés B wurde 1960 als Deportivo Alavés Aficionados gegründet. In der Saison 1979/80 spielte man erstmals in der viertklassigen Tercera División und in der Copa del Rey, in der man jedoch in der ersten Runde an SD Erandio Club scheiterte. Zwischen 1983 und 1994 musste man wieder in den Divisiones Regionales spielen. Nach fünf Jahren in der Tercera División konnte man 1999 erstmals in die Segunda División B aufsteigen. In der dritthöchsten spanischen Spielklasse spielte man sieben Saisonen lang, ehe man 2006 wieder in die vierte Liga abstieg. Zwischen 2009 und 2011 spielte man sogar kurzzeitig wieder in den Divisiones Regionales.

## Stadion
Alavés B trägt seine Heimspiele im 2.500 Zuschauer fassenden Ciudad Deportiva José Luis Compañón in Vitoria-Gasteiz aus.

## Namenhistorie
- Deportivo Alavés Aficionados (1960–1970)
- Deportivo Alavés Promesas (1970–1977)
- Deportivo Alavés Aficionados (1977–1991)
- Deportivo Alavés B (seit 1991)

## Spielzeiten
| Saison    | Ligahöhe | Liga     | Platz | Copa del Rey |
| --------- | -------- | -------- | ----- | ------------ |
| 1960–79   | 5        | Regional | —     |              |
| 1979/80   | 4        | 3ª       | 2.    | Erste Runde  |
| 1980/81   | 4        | 3ª       | 10.   | Zweite Runde |
| 1981/82   | 4        | 3ª       | 8.    |              |
| 1982/83   | 4        | 3ª       | 20.   |              |
| 1983–94   | 5        | Regional | —     |              |
| 1994/95   | 4        | 3ª       | 16.   |              |
| 1995/96   | 4        | 3ª       | 6.    |              |
| 1996/97   | 4        | 3ª       | 3.    |              |
| 1997/98   | 4        | 3ª       | 7.    |              |
| 1998/99   | 4        | 3ª       | 2.    |              |
| 1999/2000 | 3        | 2ªB      | 11.   |              |
| 2000/01   | 3        | 2ªB      | 10.   |              |
| 2001/02   | 3        | 2ªB      | 10.   |              |

| Saison  | Ligahöhe | Liga       | Platz | Copa del Rey |
| ------- | -------- | ---------- | ----- | ------------ |
| 2002/03 | 3        | 2ªB        | 5.    |              |
| 2003/04 | 3        | 2ªB        | 6.    |              |
| 2004/05 | 3        | 2ªB        | 12.   |              |
| 2005/06 | 3        | 2ªB        | 18.   |              |
| 2006/07 | 4        | 3ª         | 10.   |              |
| 2007/08 | 4        | 3ª         | 13.   |              |
| 2008/09 | 4        | 3ª         | 19.   |              |
| 2009/10 | 5        | Reg. Pref. | 5.    |              |
| 2010/11 | 5        | Reg. Pref. | 2.    |              |
| 2011/12 | 4        | 3ª         | 17.   |              |
| 2012/13 | 4        | 3ª         | 14.   |              |
| 2013/14 | 4        | 3ª         | 5.    |              |
| 2014/15 | 4        | 3ª         | 7.    |              |
| 2015/16 | 4        | 3ª         | 12.   |              |

## Clubdaten
- Spielzeiten Liga 2: 0
- Spielzeiten Liga 2B: 7
- Spielzeiten Liga 3: 17